# Joseph Vissers
Joseph "Jos" Vissers (28. november 1928 – 18. april 2006) var en belgisk bokser som deltog i de olympiske lege 1948 i London.
Vissers vandt en sølvmedalje i boksning under OL 1948 i London. Han fik en andenplads i vægtklassen Letvægt. I finalen tabte han til Sydafrikanske Gerald Dreyer.
Vissers vandt tillige europamesterskabet i letvægt for amatører i 1947.
Efter sølvmedaljen ved den olympiske bokseturnering blev Visser professioenel, men uden større succes. Han tabte til danskeren Jørgen Johansen i 1950 i KB Hallen, og trak sig tilbage efter 14 kampe med 8 nederlag.